# Campeonato Carioca de Futebol de 1984
O Campeonato Carioca de Futebol de 1984 foi a 87.ª edição do torneio, teve a participação de 12 clubes e foi dividido em dois turnos, com os vencedores de cada turno se classificando para a decisão do título. Se o clube com a melhor campanha somando-se os dois turnos não for o vencedor um dos deles, este clube estará também classificado à fase final decisiva.
A média de público pagante do campeonato foi de 10.864.

## Classificação

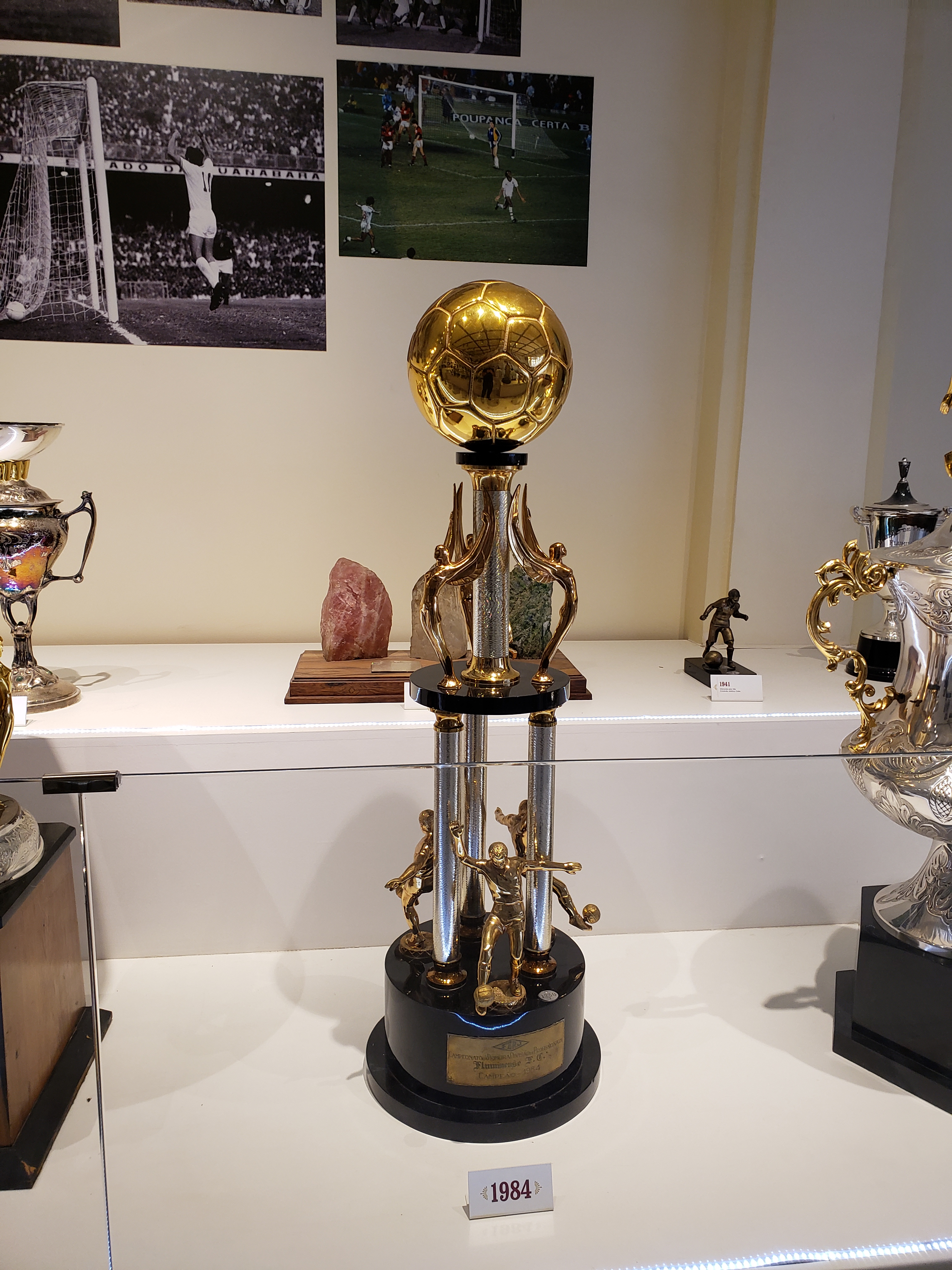
Taça do Carioca de 1984.

### 1º Turno (Taça Guanabara)
| Classificação | Classificação | Classificação | Classificação | Classificação | Classificação | Classificação | Classificação | Classificação | Classificação |
| Pos           | Time          | PG            | J             | V             | E             | D             | GP            | GS            | SG            |
| ------------- | ------------- | ------------- | ------------- | ------------- | ------------- | ------------- | ------------- | ------------- | ------------- |
| 1             | Flamengo      | 19            | 11            | 9             | 1             | 1             | 22            | 5             | +17           |
| 2             | Fluminense    | 17            | 11            | 7             | 3             | 1             | 18            | 6             | +12           |
| 3             | Bangu         | 15            | 11            | 6             | 3             | 2             | 17            | 10            | +7            |
| 4             | America       | 13            | 11            | 5             | 3             | 3             | 11            | 6             | +5            |
| 5             | Botafogo      | 13            | 11            | 5             | 3             | 3             | 15            | 12            | +3            |
| 6             | Vasco da Gama | 12            | 11            | 5             | 2             | 4             | 13            | 10            | +3            |
| 7             | Americano     | 10            | 11            | 4             | 2             | 5             | 4             | 8             | -4            |
| 8             | Goytacaz      | 9             | 11            | 2             | 5             | 4             | 14            | 14            | 0             |
| 9             | Campo Grande  | 7             | 11            | 2             | 3             | 6             | 4             | 13            | -9            |
| 10            | Volta Redonda | 7             | 11            | 1             | 5             | 5             | 8             | 16            | -8            |
| 11            | Friburguense  | 6             | 11            | 1             | 4             | 6             | 7             | 21            | -14           |
| 12            | Olaria        | 4             | 11            | 1             | 2             | 8             | 5             | 17            | -12           |

### 2º Turno (Taça Rio de Janeiro)
| Classificação | Classificação | Classificação | Classificação | Classificação | Classificação | Classificação | Classificação | Classificação | Classificação |
| Pos           | Time          | PG            | J             | V             | E             | D             | GP            | GS            | SG            |
| ------------- | ------------- | ------------- | ------------- | ------------- | ------------- | ------------- | ------------- | ------------- | ------------- |
| 1             | Vasco da Gama | 17            | 11            | 7             | 3             | 1             | 18            | 7             | +11           |
| 2             | Fluminense    | 16            | 11            | 7             | 2             | 2             | 19            | 10            | +9            |
| 3             | Botafogo      | 15            | 11            | 6             | 3             | 2             | 19            | 11            | +8            |
| 4             | Bangu         | 15            | 11            | 5             | 5             | 1             | 15            | 10            | +5            |
| 5             | Flamengo      | 14            | 11            | 5             | 4             | 2             | 15            | 10            | +5            |
| 6             | Olaria        | 11            | 11            | 2             | 7             | 2             | 7             | 7             | 0             |
| 7             | Goytacaz      | 9             | 11            | 2             | 5             | 4             | 6             | 10            | -4            |
| 8             | Volta Redonda | 9             | 11            | 2             | 5             | 4             | 7             | 14            | -7            |
| 9             | America       | 8             | 11            | 2             | 4             | 5             | 9             | 12            | -3            |
| 10            | Americano     | 8             | 11            | 0             | 8             | 3             | 5             | 9             | -4            |
| 11            | Friburguense  | 5             | 11            | 1             | 3             | 7             | 8             | 21            | -13           |
| 12            | Campo Grande  | 5             | 11            | 0             | 5             | 6             | 5             | 12            | -7            |

### Classificação acumulada dos dois turnos
| Classificação | Classificação | Classificação | Classificação | Classificação | Classificação | Classificação | Classificação | Classificação | Classificação |
| Pos           | Time          | PG            | J             | V             | E             | D             | GP            | GS            | SG            |
| ------------- | ------------- | ------------- | ------------- | ------------- | ------------- | ------------- | ------------- | ------------- | ------------- |
| 1             | Flamengo      | 33            | 22            | 14            | 5             | 3             | 37            | 15            | +22           |
| 1             | Fluminense    | 33            | 22            | 14            | 5             | 3             | 37            | 16            | +21           |
| 3             | Bangu         | 30            | 22            | 11            | 8             | 3             | 32            | 20            | +12           |
| 4             | Vasco da Gama | 29            | 22            | 12            | 5             | 5             | 31            | 17            | +14           |
| 5             | Botafogo      | 28            | 22            | 11            | 6             | 5             | 34            | 23            | +11           |
| 6             | America       | 21            | 22            | 7             | 7             | 8             | 20            | 18            | +2            |
| 7             | Goytacaz      | 18            | 22            | 4             | 10            | 8             | 20            | 24            | -4            |
| 8             | Americano     | 18            | 22            | 4             | 10            | 8             | 9             | 17            | -8            |
| 9             | Volta Redonda | 16            | 22            | 3             | 10            | 9             | 15            | 30            | -15           |
| 10            | Olaria        | 15            | 22            | 3             | 9             | 10            | 12            | 24            | -12           |
| 11            | Campo Grande  | 12            | 22            | 2             | 8             | 12            | 9             | 25            | -16           |
| 12            | Friburguense  | 11            | 22            | 2             | 7             | 13            | 15            | 42            | -27           |

### 1º Turno (Taça Guanabara)
Primeira rodada
| 1º de julho | América    | 1 - 2 | Fluminense         | Maracanã                                                            |
|             | Moreno 84' |       | Tato 12' Deley 73' | Público: 14 430 Renda: Cr$ 34.714.500,00 Árbitro: Luís Carlos Félix |

| 1º de julho | Botafogo | 0 - 0 | Olaria | Marechal Hermes                                                         |
|             |          |       |        | Público: 10 067 Renda: Cr$ 25.167.500,00 Árbitro: Luís Carlos Gonçalves |

| 1º de julho | Bangu              | 1 - 1 | Friburguense | Moça Bonita                                                  |
|             | Fernando Macaé 82' |       | Filipe 7'    | Público: 2 064 Renda: Cr$ 5.160.000,00 Árbitro: Élson Pessoa |

| 1º de julho | Americano | 1 - 0 | Goytacaz | Godofredo Cruz (Campos)                                                   |
|             | Té 14'    |       |          | Público: 4 224 Renda: Cr$ 12.672.000,00 Árbitro: Wilson Carlos dos Santos |

| 1º de julho | Vasco     | 1 - 2 | Campo Grande       | São Januário                                                                   |
|             | Pires 32' |       | Buga 28' Pingo 87' | Público: Não divulgado Renda: Cr$ 10.212.000,00 Árbitro: Pedro Carlos Bregalda |

Segunda rodada
| 7 de julho | Olaria | 0 - 2 | Fluminense                  | Rua Bariri                                                                |
|            |        |       | Aldo 17' Romerito 79' (pen) | Público: 6 122 Renda: Cr$ 18.366.000,00 Árbitro: Wilson Carlos dos Santos |

| 8 de julho | Bangu                             | 4 - 0 | Vasco | Maracanã                                                           |
|            | Cláudio Adão 16', 18', 68' Ado 33 |       |       | Público: 8 906 Renda: Cr$ 19 803 000,00 Árbitro: Luís Carlos Félix |

| 8 de julho | Goytacaz        | 2 - 0 | Friburguense | Ari de Oliveira (Campos)                                              |
|            | Ronaldo 5', 80' |       |              | Público: 1 862 Renda: Cr$ 4.655.000,00 Árbitro: Carlos Elias Pimentel |

| 8 de julho | Botafogo                      | 3 - 1 | Volta Redonda    | Marechal Hermes                                                              |
|            | Baltazar 33', 88' Josimar 45' |       | Luís Cláudio 32' | Público: 5 642 Renda: Cr$ 14.105.000,00 Árbitro: Aluísio Felisberto da Silva |

#### Terceira rodada
| 14 de julho | Fluminense            | 2 - 1 | Goytacaz          | Maracanã                                                           |
|             | Romerito 40' Tato 71' |       | Cláudio Neves 89' | Público: 8 401 Renda: Cr$ 15 970 900,00 Árbitro: Luís Carlos Félix |

| 15 de julho | Flamengo  | 1 - 0 | Botafogo | Maracanã                                                                    |
|             | Nunes 78' |       |          | Público: 62 046 Renda: Cr$ 158 370 500,00 Árbitro: Wilson Carlos dos Santos |

| 15 de julho | Volta Redonda | 0 - 0 | Campo Grande | Raulino de Oliveira (Volta Redonda)                                 |
|             |               |       |              | Público: 1 520 Renda: Cr$ 2 857 500,00 Árbitro: Júlio César Cosenza |

| 15 de julho | Friburguense    | 1 - 1 | América    | Eduardo Guinle (Nova Friburgo)                                                 |
|             | Jorge Scott 15' |       | Moreno 17' | Público: Público: 3 827 Renda: Cr$ 11 481 000,00 Árbitro: José Roberto Wright; |

| 15 de julho | Olaria               | 2 - 4 | Bangu                                                      | Rua Bariri                                                            |
|             | Nunes 49' Ailton 85' |       | Paulinho Criciúma 15' Ado 37' Cláudio Adão 42' Marinho 60' | Público: 1 433 Renda: Cr$ 4 299 000,00 Árbitro: Pedro Carlos Bregalda |

| 15 de julho | Americano | 1 - 0 | Vasco | Godofredo Cruz                                                                |
|             | Té        |       |       | Público: 4 791 Renda: Renda: Cr$ 14 373 000,00 Árbitro: Luís Carlos Gonçalves |

#### Quarta rodada
| 21 de julho | América  | 1 - 0 | Olaria | Wolney Braune (Rio de Janeiro)                                              |
|             | Cléo 20' |       |        | Público: Público: 2 305 Renda: Cr$ 5 762 500,00 Árbitro: Aluísio Felisberto |

| 22 de julho | Fluminense | 0 - 0 | Bangu | Maracanã                                                                   |
|             |            |       |       | Público: 26 587 Renda: Cr$ 68.269.000,00 Árbitro: Wilson Carlos dos Santos |

| 22 de julho | Goytacaz        | 2 - 2 | Flamengo                        | Ari de Oliveira (Campos)                                             |
|             | Nunes 22' e 25' |       | Jorginho (g.c) 35' Petróleo 86' | Público: Cr$ 25 545 000,00 Renda: 8 515 Árbitro: José Roberto Wright |

| 22 de jullho | Volta Redonda | 0 - 2 | Vasco                     | Raulino de Oliveira (Volta Redonda)                           |
|              |               |       | Geovani 19' Marquinho 63' | Público: 5 431 Renda: Cr$ 16 821 000,00 Árbitro: Élson Pessoa |

| 22 de julho | Friburguense | 1 - 3 | Botafogo                                | Eduardo Guinle (Nova Friburgo)                                          |
|             | Everaldo 89' |       | Helinho 22' Robertinho 27' Baltazar 45' | Público: 6 700 Renda: Cr$ 21 060 000, 00 Árbitro: Pedro Carlos Bregalda |

| 22 de julho | Campo Grande | 0 - 0 | Americano | Ítalo del Cima (Rio de Janeiro)                                 |
|             |              |       |           | Público: 875 Renda: Cr$ 2 187 500,00 Árbitro: Luiz Carlos Félix |

#### Quinta rodada
| 28 de julho | Flamengo                               | 4 - 0 | Olaria | Maracanã                                                      |
|             | Tita 18', 69' Nunes 26' João Paulo 76' |       |        | Público: 9 070 Renda: Cr$ 17 200 600,00 Árbitro: Élson Pessoa |

| 29 de julho | Americano | 0 - 1 | Fluminense | Godofredo Cruz (Campos)                                            |
|             |           |       | Assis 75'  | Público: 8 312 Renda: Cr$ 24 936 000,00 Árbitro: Luiz Carlos Félix |

| 29 de julho | Vasco                                 | 3 - 0 | Friburguense | São Januário                                                          |
|             | Roberto Dinamite 15', 70' Geovani 17' |       |              | Público: Cr$ 8 572 500,00 Renda: 3 153 Árbitro: Luís Carlos Gonçalves |

| 29 de julho | Botafogo | 0 - 0 | América | Maracanã                                                              |
|             |          |       |         | Público: 19 247 Renda: Cr$ 46 752 000,00 Árbitro: José Roberto Wright |

| 29 de julho | Volta Redonda | 1 - 1 | Goytacaz     | Raulino de Oliveira                                                    |
|             | Botelho 80'   |       | Petróleo 25' | Público: 892 Renda: Cr$ 2 095 000.00 Árbitro: Wilson Carlos dos Santos |

| 29 de julho | Bangu  | 1 - 0 | Campo Grande | Moça Bonita (Rio de Janeiro)                                          |
|             | Ado 8' |       |              | Público: 2 875 Renda: Cr$ 6 712 500,00 Árbitro: Pedro Carlos Bregalda |

#### Sexta rodada
| 4 de agosto | Fluminense                                      | 5 - 1 | Friburguense | Maracanã                                                                     |
|             | Deley 7' Romerito 27', 50' Assis 57' Duílio 90' |       | Maciel 86'   | Público: 8 729 Renda: Cr$ 15 936 600,00 Árbitro: Aluísio Felisberto da Silva |

| 4 de agosto | América  | 1 - 1 | Volta Redonda | Wolney Braune                                                         |
|             | Cléo 54' |       | Botelho 87'   | Público: 1 765 Renda: Cr$ 4 412 500,00 Árbitro: Pedro Carlos Bregalda |

| 5 de agosto | Vasco       | 1 - 0 | Flamengo | Maracanã                                                                            |
|             | Geovani 78' |       |          | Público: 49 404 Renda: Renda: Cr$ 121 285 000,00; Árbitro: Wilson Carlos dos Santos |

| 5 de agosto | Bangu                      | 2 - 0 | Goytacaz | Moça Bonita                                                         |
|             | Fernando Macaé 81' Ado 88' |       |          | Público: 2 364 Renda: Cr$ 59 100 00,00 Árbitro: José Roberto Wright |

| 5 de agosto | Americano    | 1 - 0 | Olaria | Godofredo Cruz                                                        |
|             | Maguinho 23' |       |        | Público: 1 116 Renda: Cr$ 2.790.000,00 Árbitro: Carlos Elias Pimentel |

#### Primeira rodada
| 12 de agosto | Flamengo                           | 4 - 0 | Volta Redonda | Caio Martins (Niterói-RJ)                                              |
|              | Tita 11' Adílio 32', 64' Nunes 86' |       |               | Público: 4 394 Renda: Luís Carlos Gonçalves Árbitro: Cr$ 11.242.200,00 |

#### Segunda rodada
| 12 de agosto | Campo Grande | 0 - 1 | América    | Ítalo del Cima                                                           |
|              |              |       | Gaúcho 23' | Público: 1 310 Renda: Cr$ 3 390 000,00 Árbitro: Wilson Carlos dos Santos |

| 19 de agosto | Flamengo   | 1 - 0 | Americano | Maracanã                                                           |
|              | Bebeto 82' |       |           | Público: 9,839 Renda: Cr$ 16.521.000,00 Árbitro: Luís Carlos Félix |

#### Sexta rodada
| 19 de agosto | Campo Grande | 0 - 1 | Botafogo   | Ítalo del Cima                                                       |
|              |              |       | Alemão 83' | Público: 6,891 Renda: Cr$ 20.934.000,00 Árbitro: José Roberto Wright |

## Triangular final
Primeiro jogo
| 9 de dezembro | Fluminense                  | 2 – 0 | Vasco da Gama | Maracanã                                      |
|               | Romerito 53' · Paulinho 87' |       |               | Público: 94 123 Árbitro: Arnaldo Cezar Coelho |

Segundo jogo
| 12 de dezembro | Flamengo   | 1 – 0 | Vasco da Gama | Maracanã                                       |
|                | Bebeto 29' |       |               | Público: 56 664 Árbitro: Pedro Carlos Bregalda |

Terceiro jogo
| 16 de dezembro | Fluminense | 1 – 0 | Flamengo | Maracanã                                      |
|                | Assis 75'  |       |          | Público: 153 520 Árbitro: José Roberto Wright |